# Моррис-Джесуп (мыс)

Карта мыса

Мыс Мо́ррис-Дже́суп (дат. Kap Morris Jesup, mˈåris dʒˈezəp) — мыс, северная оконечность Гренландии на севере Земли Пири. Открыт в 1900 году американской экспедицией под руководством полярного исследователя Роберта Пири.
Назван экспедицией американского полярного исследователя Роберта Пири, 1898—1902 гг. в честь Морриса Джесупа (1830—1908), американского капиталиста и мецената, финансировавшего полярные экспедиции Р. Пири, президента (с 1877 г.) Американского Географического общества.